# Hustegaholm

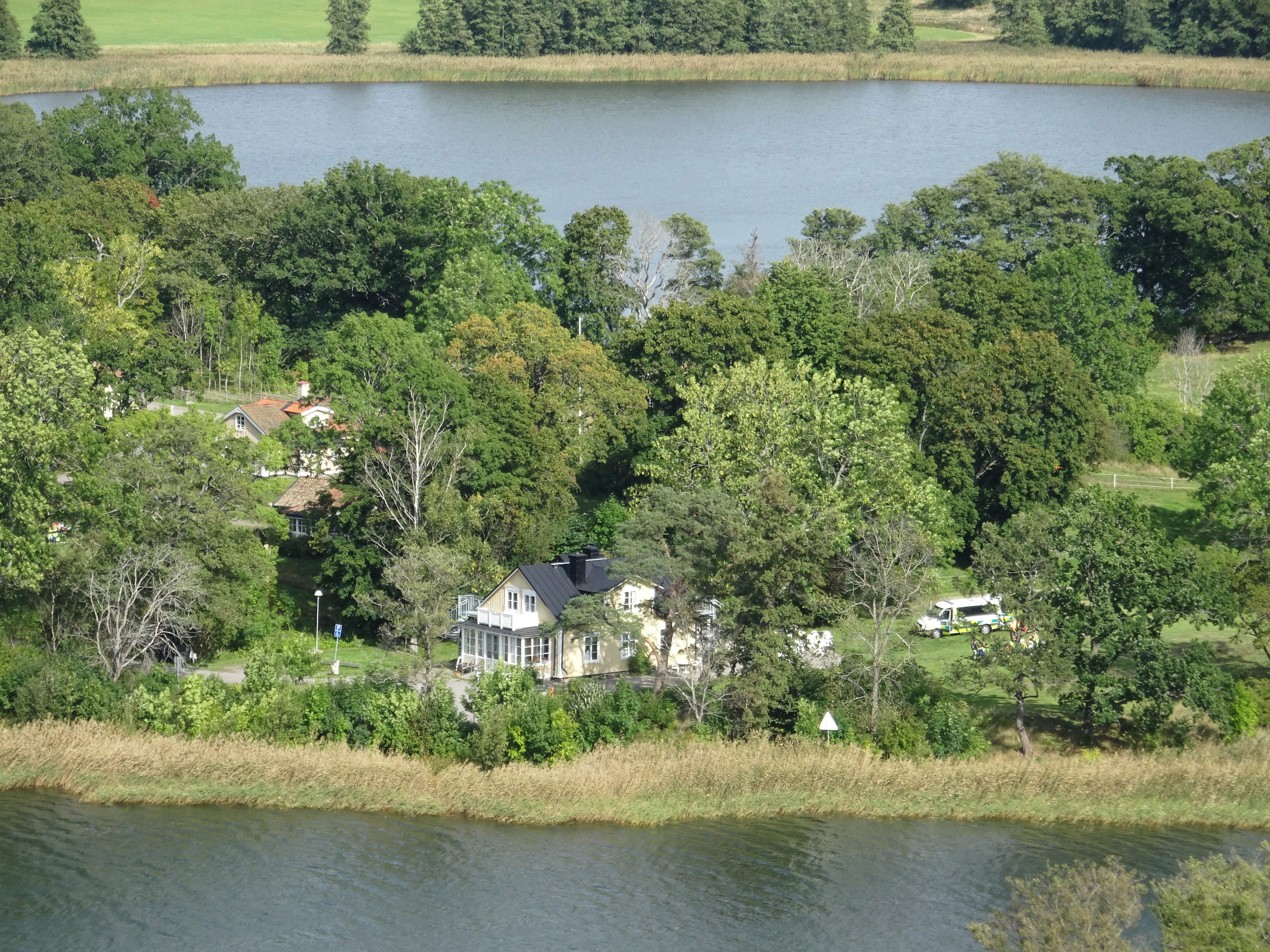
Hustegaholm med Sjövillan längst fram och Gråviken i bakgrunden sedda från Ekholmsnäsbacken, september 2021.

Hustegaholm är en udde i ett naturskönt område vid Kyrkvikens norra strand mittemot Ekholmsnäs på Lidingö. Hustegaholm och tillhörande byggnader ägs sen 1964 av Lidingö stad. Området är öppet för allmänheten med möjligheter att hyra tre av husen; "Kökshuset", "Mellanhuset" och "Övre huset" för exempelvis föreningssammankomster, konferenser eller fester. I "Sjövillan" (även kallad "Pensionärsvillan") bedriver Lidingö Pensionärsförening ett kafé under sommarmånaderna. 
Den så kallade Kaptensstugan nere vid Kyrkvikens strand mot öster disponeras av Ö-gruppen på Lidingö som bedriver olika typ av sysselsättning för funktionshindrade på Lidingö. I arbetet på Hustegaholm ingår trädgårdsskötsel på området och tillverkning av brasved som säljs i säck för avhämtning eller för leverans till beställaren.

## Historia

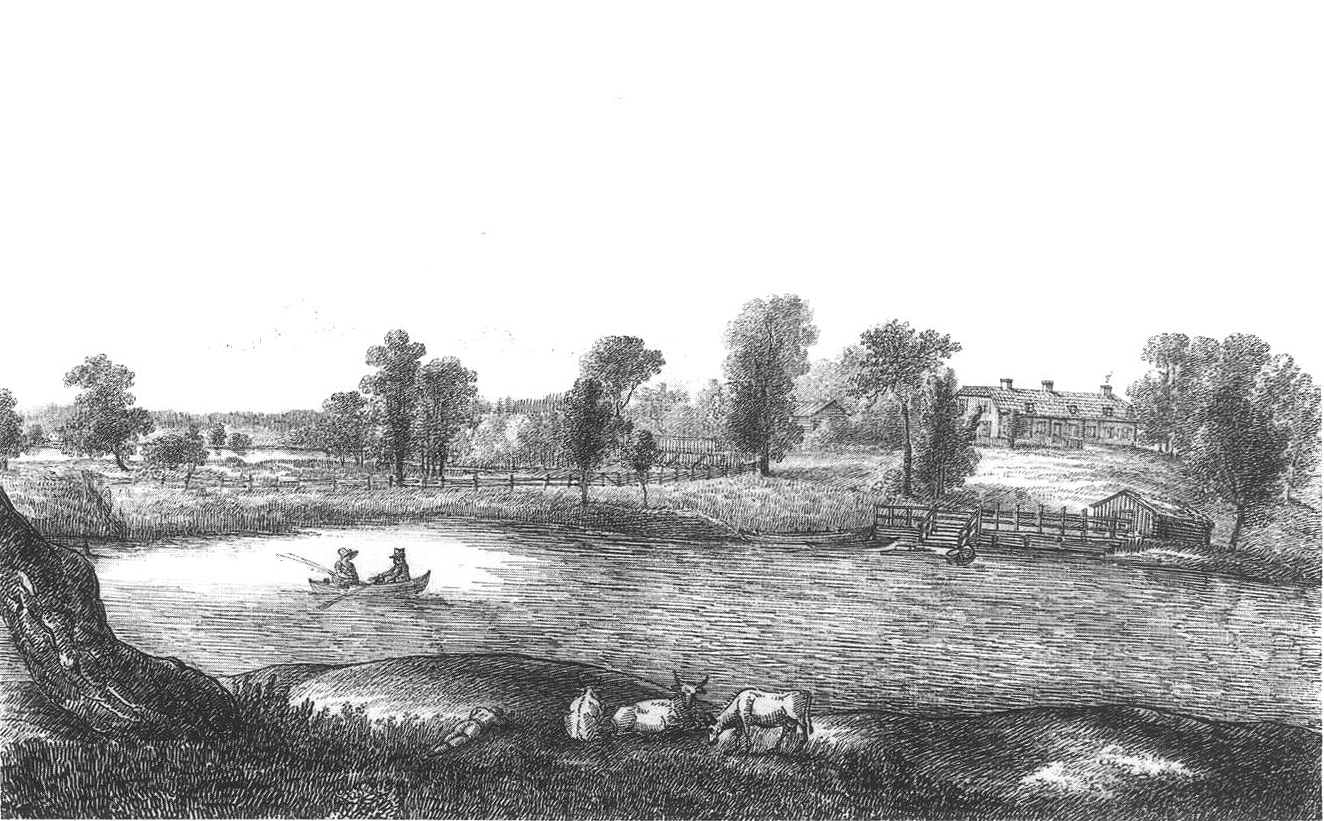
Hustegaholm enligt Axel Fredrik Cederholm, 1816.

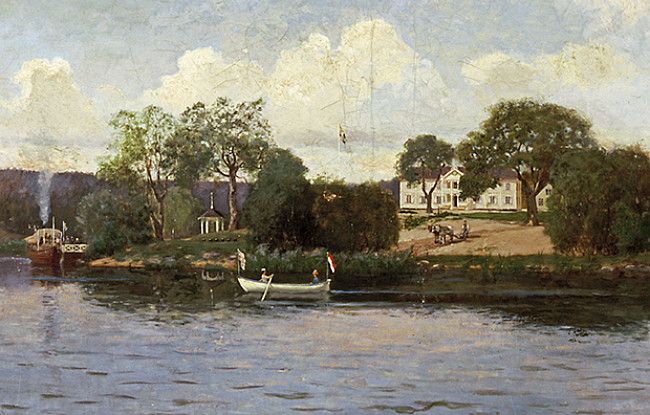
Hustegaholm med ångbåtsbrygga enligt Hjalmar Sandberg, 1882.

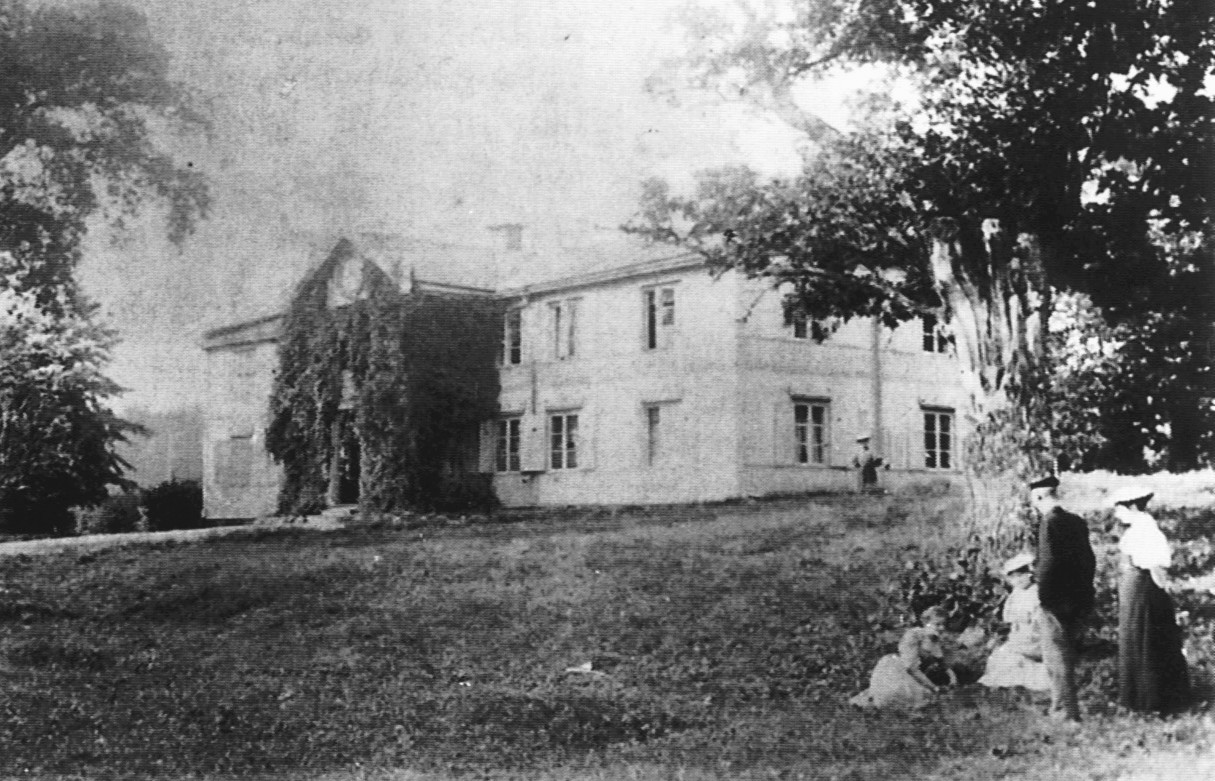
Huvudbyggnaden 1895 (revs 1912).

Udden Hustegaholm finns angiven på en karta från 1661 dock utan symbolen för en lantbruksgård. Hustegaholm var för 500-600 år sedan skilt från Lidingös fastland men förenades med fastlandet genom landhöjningen, vilket kan förklara benämningen holme. Liknande områden finns som senare förenades med fastlandet, exempelvis Södergarn som har sitt ursprung i den fornnordiska benämningen på holme, ordet garn och Bosön som 1661 kallades Lagnöön.
Marken tillhörde på 1700-talet Hustega gård som låg strax öster om Östra Yttringe gård. I en köpehandling för Hustega gård omkring 1775 anges tillika med den därtill hörande men dock särskilt därifrån belägne ängsmark Hustegaholmen kallad. Markområdet ägdes på den tiden av assessorn i kammarrevisionen Olof Lettström (1718-1786) som köpte ett flertal gårdar på Lidingö vid Banérs stora utförsäljning 1775, däribland även Rudboda gård och Långnäs gård. Hustega gårds jordbruksmark slogs samman med Östra Yttringe gård omkring 1801, som då ägdes av häradshövdingen Anders Nordell. Lettström behöll dock Hustegaholm för sin egen del men överlät Hustegaholm 29 mars 1785 till sin dotter Lovisa Ulrika, gift med advokatfiskalen i tullen Adam Nelander. De sålde dock holmen vidare 1791.
Genom att den centrala delen av Hustegaholm utgörs av ett större bergsparti kan man anta att den i huvudsak användes som beteshage. Marken väster och öster om bergspartiet, särskilt slänten ner mot Hustegafjärden på östra sidan var dock uppodlad vilket framgår av en inventeringskarta från 1720.
Under senare delen av 1700-talet och i början av 1800-talet genomgick Hustegaholm en rad ägarbyte där Västra Yttringe gård och Rudboda gård figurerar i köpehandlingarna om Hustegaholm. På en teckning av A.F. Cederholm, som är utförd någon gång från 1811 till senast 1816, visas en större mangårdsbyggnad högst uppe på berget på Hustegaholm. Vem som uppförde huset är oklart. Teckningen visar förmodligen vyn av Hustegaholm från stranden nedanför Ekholmsnäs gård mot nordväst med sundet mellan Kyrkviken och Hustegafjärden i förgrunden.

### Hustegaholm under Fredrik Modin
År 1825 förvärvades markområdet Hustegaholm av fabrikör Fredrik Modin (1786-1837), en förmögen vaxljustillverkare som hade sin ljustillverkning på Södermalm i Stockholm. Han var gift med Kristina Sofia (1793-1878), född Flodin. 1832 flyttade de ut sin tillverkning till Hustegaholm och byggde det hus som idag kallas Sjövillan för användning som vaxljusfabrik. Det första året tillverkades 31 000 vaxljus av de sex anställda i företaget. 
År 1835 uppfördes för Modin och hans familj en 25 meter lång tvåvånings herrgårdsbyggnad. Om den tidigare mangårdsbyggnaden, som syns på Cederholms teckningen från 1816, fanns kvar när Modin förvärvade Hustegaholm finns det inga dokumenterade uppgifter om. Modins herrgårdsbyggnad var i byggnadsstilen senempir. Fasaden var klädd med gulmålad träpanel, hade vita snickerier och valmat tak som var täckt av svart plåt. 
Huset låg uppe i slänten med långsidan mot sydost med den stora parken framför ner mot Hustegafjärden. Utseendet framgår av en oljemålning upprättad av konstnären Hjalmar Sandberg, 1882. Huset finns markerat på en ekonomisk karta från 1901 där det framgår att de två separata husen, idag kallade "mellanhuset" och "övre huset", ursprungligen utgjorde två flyglar utbyggda på baksidan, d.v.s. på gårdssidan till Modins herrgårdsbyggnad.
När den nya uppfinningen stearinljuset började bli allt vanligare blev Modin snabbt utkonkurrerad. När han avled 1837 bedrevs vaxljustillverkningen vidare i mindre skala av hans hustru fram till omkring 1847 då vaxljustillverkningen på Hustegaholm upphörde. Sjövillan, där vaxljustillverkningen ägde rum, finns kvar än idag. Huset påbyggdes med en våning och hyrdes ut som bostad, verandan tillkom på 1900-talet. 
Sommaren 1898 vistades författaren Gustaf af Geijerstam med familj på Hustegaholm. I sin bok ”Boken om Lillebror” (år 1900) skildrar han det genuint svenska sommarlandskapet ute vid Hustegaholm med stora syrenbuskar, gullregn och rosenbuskar.

### Hustegaholm under Hjalmar Arwin
Under 1800-talets slut ägdes Hustegaholm av bokförläggaren, generalkonsul Peder Herzog. 1905 förvärvades Hustegaholm av Hjalmar Arwin, grundaren av Lidingö villastad 1906. Hustegaholm ingick därefter i villastadens stora egendom. 1912 lät han riva den mycket förfallna herrgårdsbyggnaden i avsikt att uppföra en ny permanentbostad för sin familj men dessa planer skrinlades och familjen utnyttjade bara Hustegaholm och de andra byggnaderna som sommarställe fram till 1964 då Hustegaholm och tillhörande jordbruksmark köptes av Lidingö stad. Familjen Arwin hyrde därefter den så kallade Kaptensstugan som fritidshus. Idag påminner Hjalmar Alwins väg, som går ner från Elfviksvägen till området, om den tidigare ägaren.

## Bildgalleri

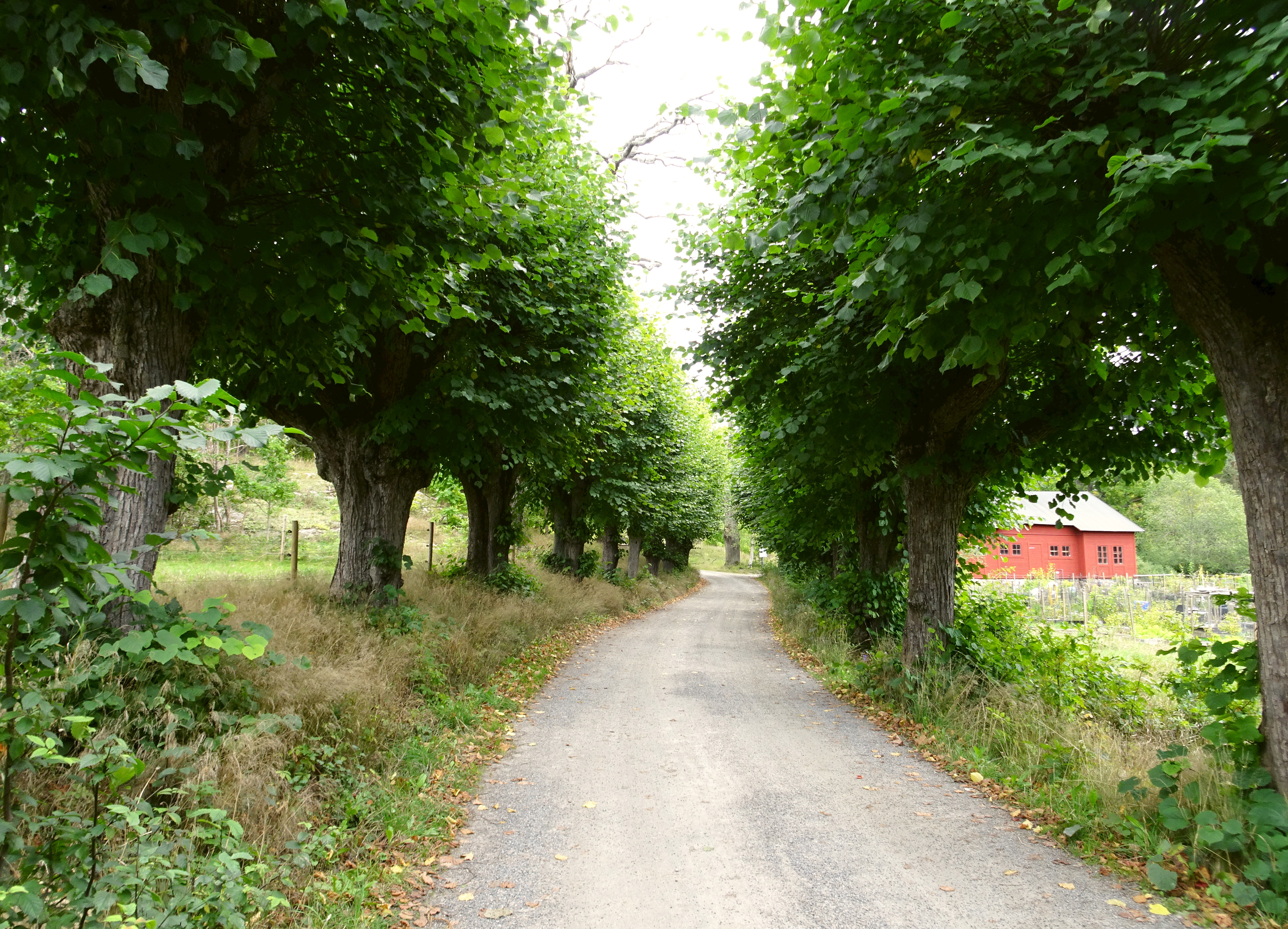
Allén till Hustegaholm, idag Hjalmar Alwins väg.
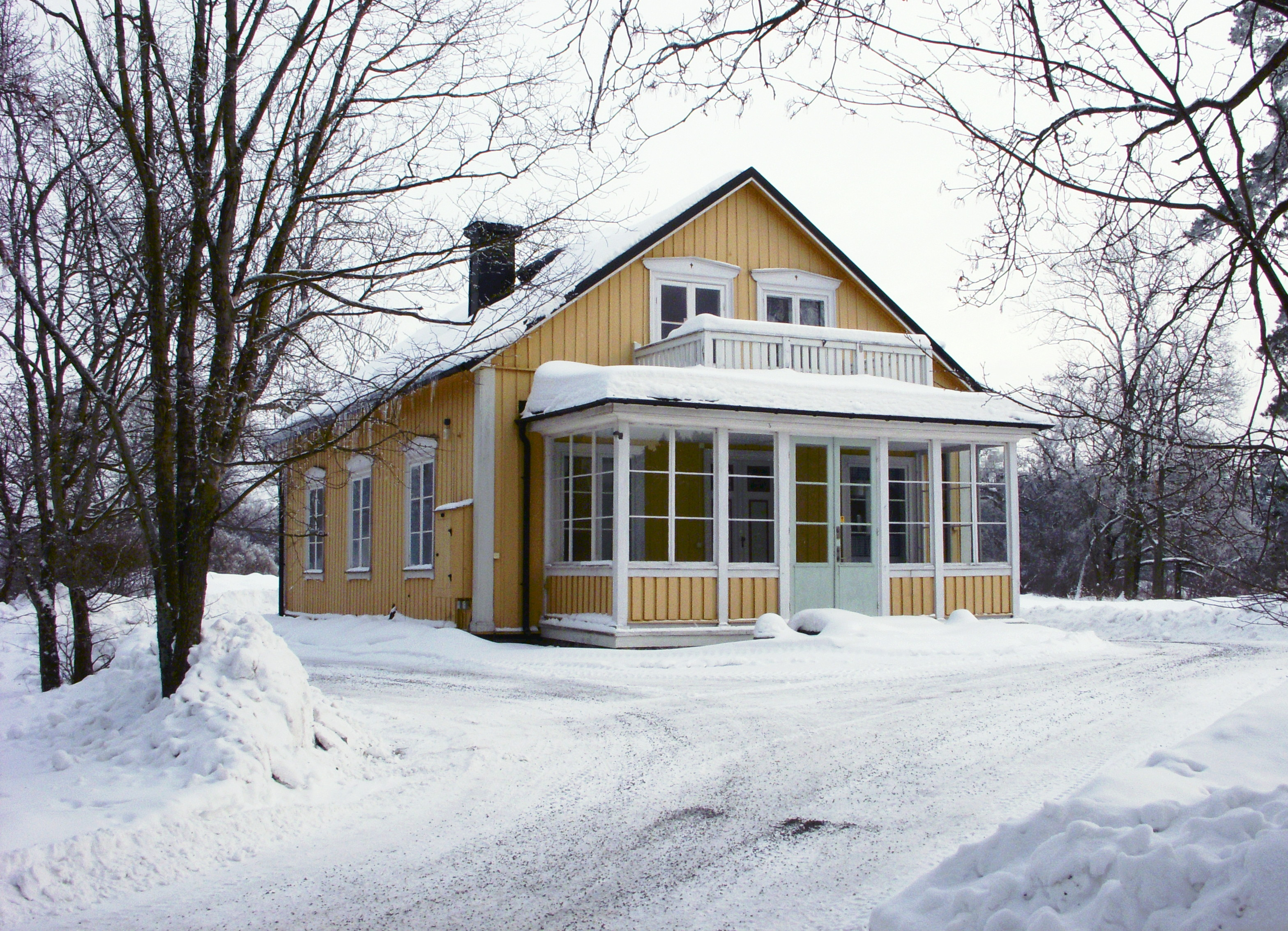
Pensionärsvillan, tidigare vaxljusfabrik.
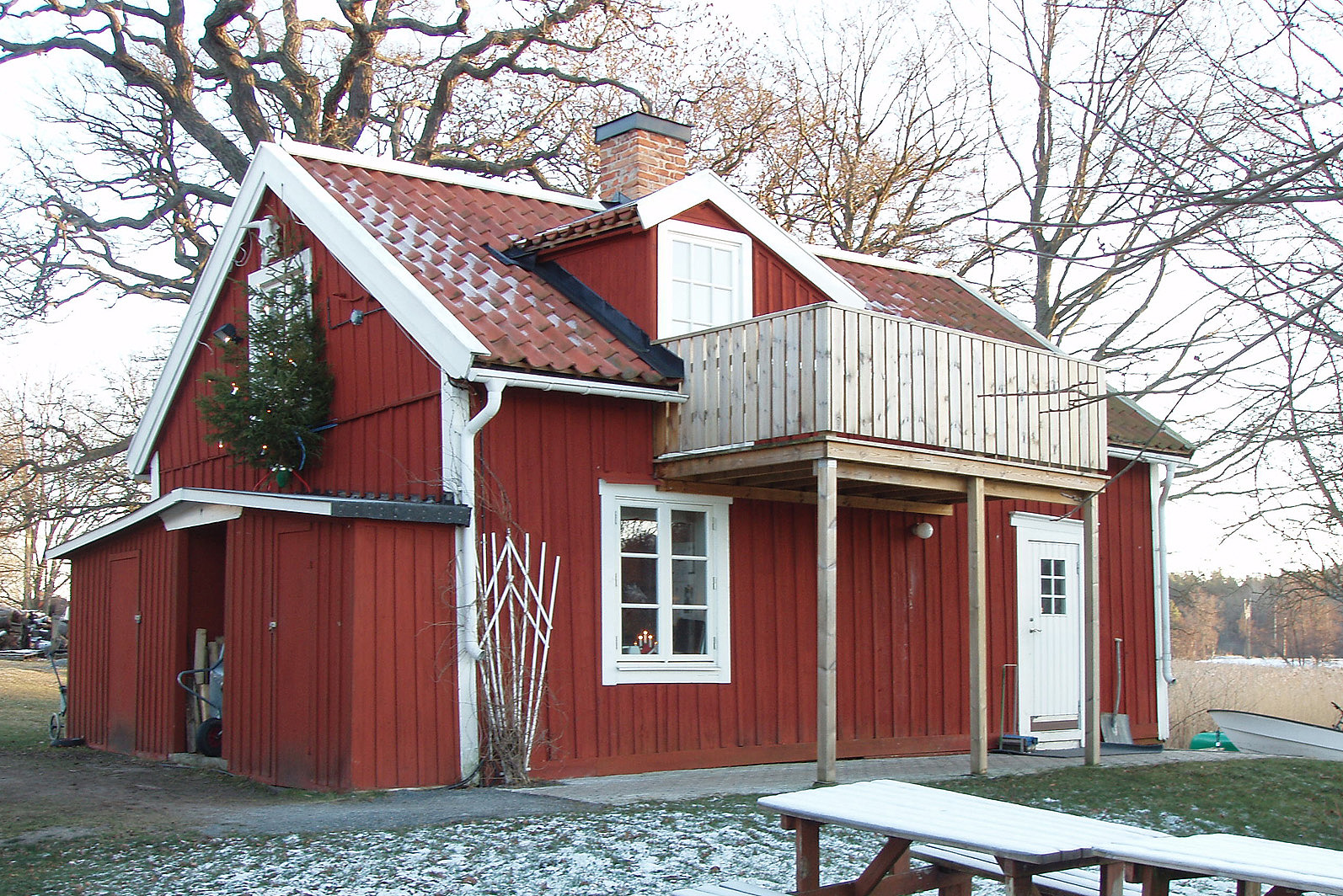
Kaptensstugan, fasad mot Kyrkviken.
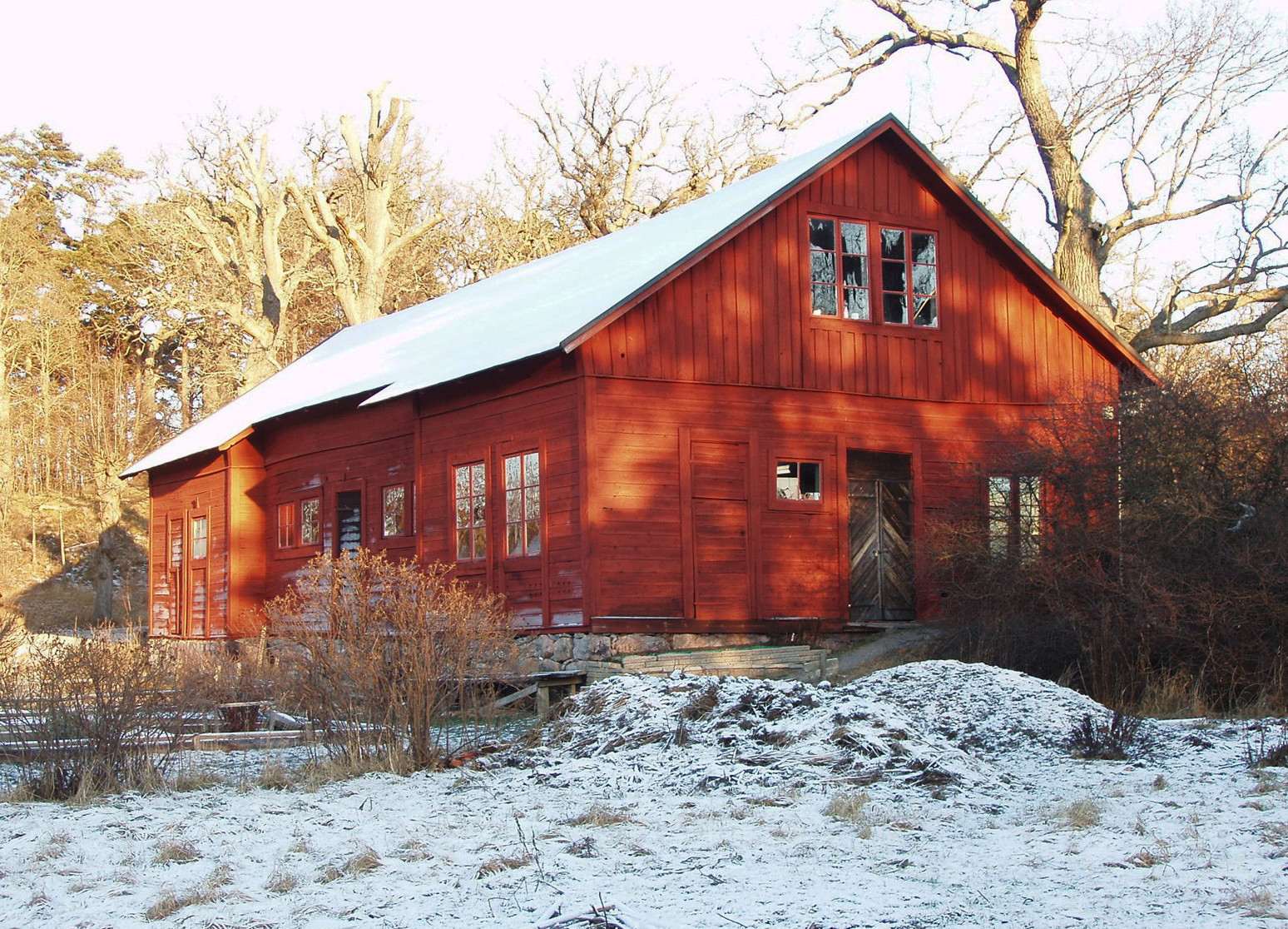
Ladan.

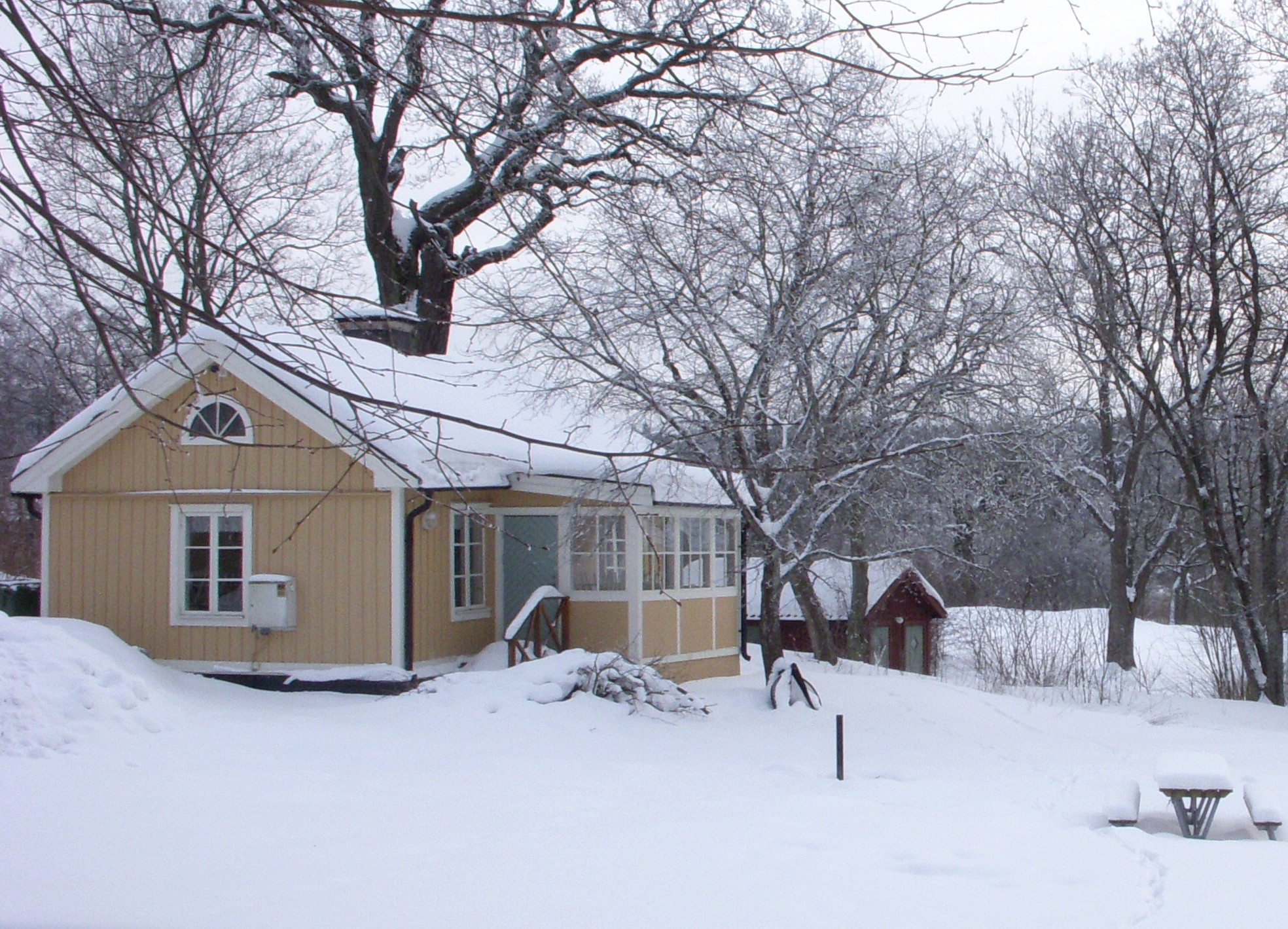
Kökshuset.
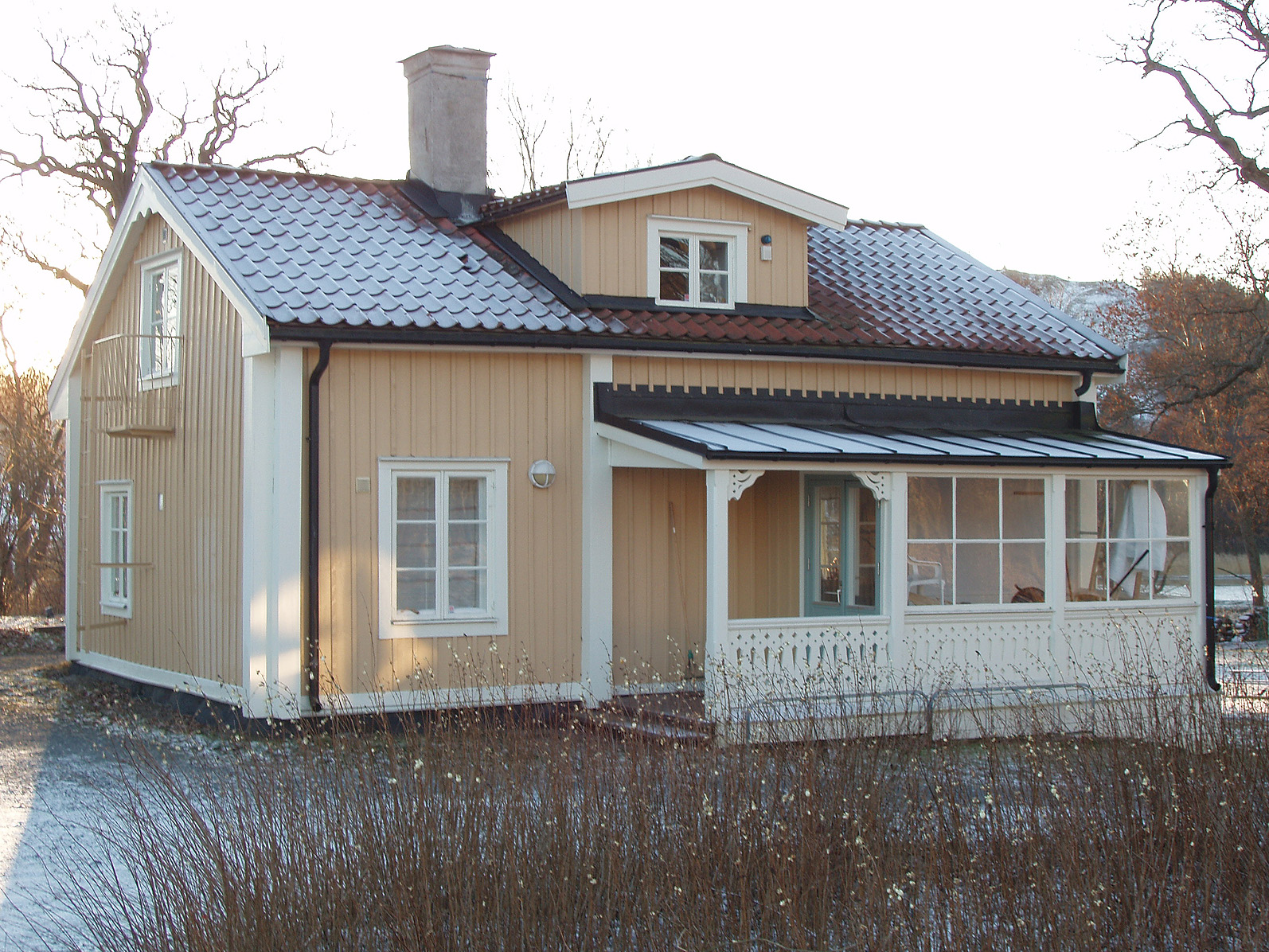
Mellanhuset, ursprungligen huvudbyggnadens södra flygel.
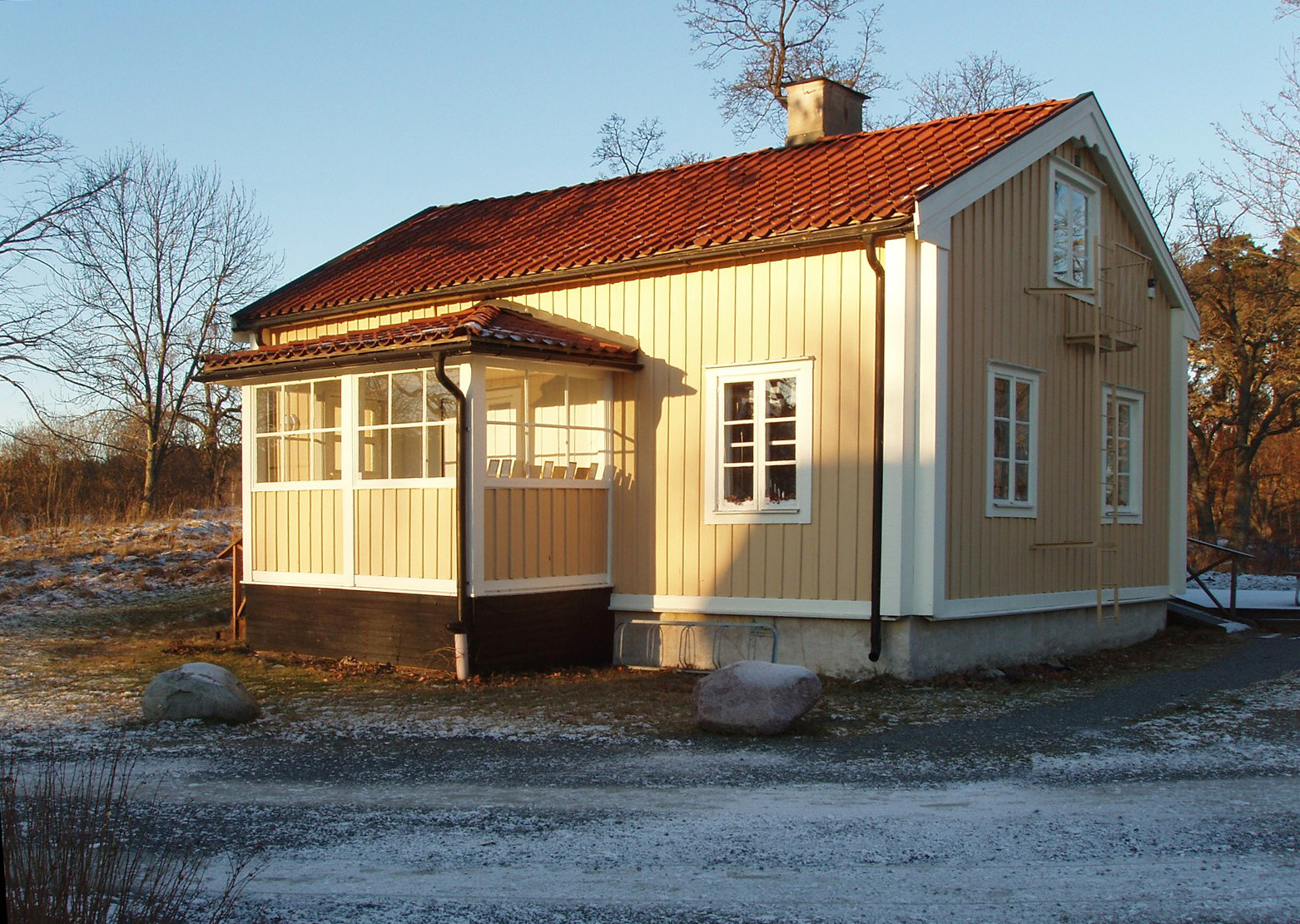
Övre huset, ursprungligen huvudbyggnadens norra flygel.
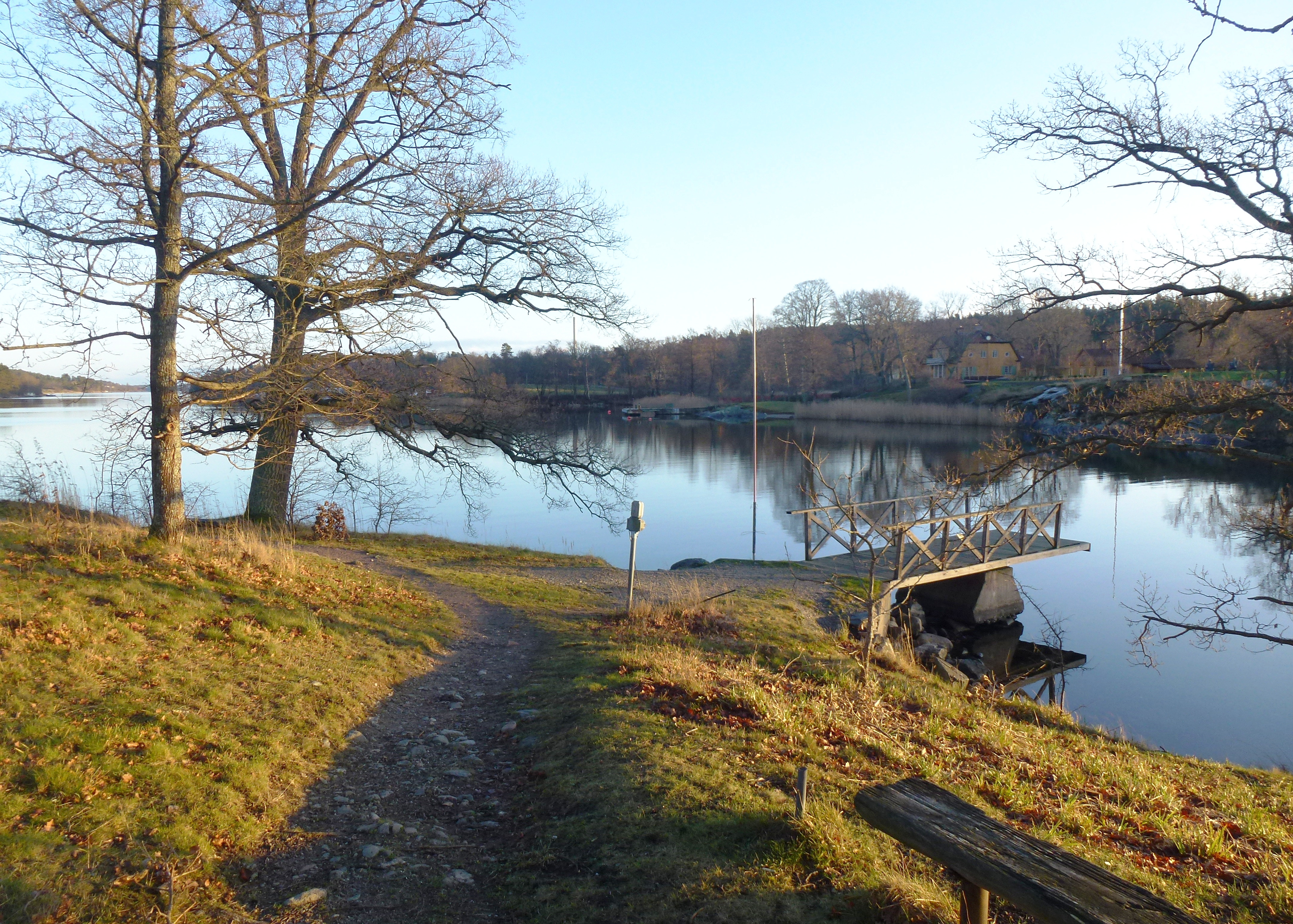
Hustegaholms udde och Hustegafjärden med ångbåtsbryggan.